# Debate Foucault-Habermas
O Debate Foucault-Habermas é uma disputa sobre se as idéias de "análise do poder" de Michel Foucault e as idéias de "racionalidade comunicativa" de Jürgen Habermas proporcionam uma melhor crítica da natureza do poder dentro da sociedade. O debate compara e avalia as idéias centrais de Habermas e Foucault que dizem respeito a questões de poder, motivação, ética, amodernidade, a democracia, a sociedade civil e a ação social.
O debate consistiu em um diálogo entre textos; de fato, Foucault e Habermas não chegaram a debater pessoalmente, muito embora eles tenham considerado fazê-lo formalmente nos Estados Unidos. Posto o falecimento de Foucault, em 1984, impossibilitou-se tal debate pessoal. O ensaio Taking Aim at the Heart of the Present, de Habermas, foi respeitosamente alterado antes de seu lançamento, haja vista a impossibilidade de réplica e refutação de Foucault.
As contenciosas mas muito citadas notas de Nancy Fraser, afirmam que o trabalho de Foucault é uma mistura de "perspectivas empíricas e confusões normativas" e exemplifica a estratégia mais comum de crítica das quais Habermas se favorece. Ela tenta demonstrar a incoerência da prática da reflexão crítica de Foucault, ao mesmo tempo apropriando-se dos seus aspectos considerados valiosos. Demonstrando esta incoerência é necessário partir da posição de Habermas desde que ele procurou estabelecer "a forma de reflexão crítica, enquanto que Foucault procurou estabelecer apenas 'uma' forma de reflexão crítica".
Em resposta, muitos defensores de Foucault discutiram a crítica de Habermas tautologicamente pressupondo que ele procura mostrar que sua crítica foi baseada em um mal-entendido de sua obra. Em 1999, Ashenden e Owen publicaram um volume editado de trabalhos intitulado Foucault contra Habermas: A reformulação do diálogo entre genealogia e teoria crítica na tentativa de voltar a envolver o debate e mudar o diálogo para novos caminhos. Especificamente, objetivando 1) iluminar as estacas de encontro entre as diferentes práticas de reflexão crítica, 2) avaliar algumas das principais críticas da genealogia feitas no decorrer do debate e 3) oferecer uma resposta crítica a posição de Habermas a partir da perspectiva da prática de Foucault em relação a questões filosóficas e políticas política-contemporâneas.
A publicação das palestras do Collège de France de Foucault na última década também serviu para reformular o debate Foucault-Habermas desde o volume de Ashenden e Owen. As palestras sobre biopolítica e governamentalidade, bem como a relação de Foucault com Kant e o neoliberalismo, resultou em uma série de estudiosos revisitando questões sobre normatividade, resistência e crítica na obra de Foucault.